# Richard Brunel
 (avril 2022).
Si vous disposez d'ouvrages ou d'articles de référence ou si vous connaissez des sites web de qualité traitant du thème abordé ici, merci de compléter l'article en donnant les références utiles à sa vérifiabilité et en les liant à la section « Notes et références ».
Richard Brunel est un metteur en scène et acteur français. Il est directeur de l'Opéra national de Lyon depuis 2021.

## Formation et carrière
Richard Brunel suit une formation d’acteur de 1990 à 1992 à l’École de la Comédie de de Saint-Étienne au sein du Centre dramatique national. Il a ainsi l’occasion de travailler avec des artistes du monde du théâtre et du spectacle vivant, comme 
Pierre Debauche, Guy Rétoré, Stuart Seide, Philippe Adrien, Agathe Alexis, Jean-Christophe Barbaud, Pierre Barrat, Daniel Benoin, Michel Dezoteux, Mario Gonzalès, Patrick Guinand, Hervé Loichemol ou encore Sophie Loucachevsky et Pierre Pradinas.
En 1993, à la sortie de l’école, il fonde, en compagnie d'un collectif, une compagnie théâtrale implantée dans le territoire : la Compagnie Anonyme, dont il devient le metteur en scène en 1995. Basée en Rhône-Alpes, la compagnie est en résidence au théâtre la Renaissance à Oullins de 1999 à 2002.
Il a ainsi l'occasion d'aborder des textes du répertoire classique français et européen, comme Eugène Labiche, Mikhaïl Boulgakov, Bertolt Brecht ou encore Henrik Ibsen, mais travaille aussi sur des écritures plus contemporaines, comme celles de Peter Handke, adapte des romans de Franz Kafka et Guy de Maupassant et reprend des correspondances, des textes philosophiques, poétiques, politiques et scientifiques.
À partir de 1997, il intervient comme formateur auprès de jeunes acteurs et chanteurs, entre autres dans le cadre de l'ENSATT et du CNR de Lyon.
De 1999 à 2001, il est conseiller artistique du Festival de la Correspondance de Grignan et y présente ensuite régulièrement des mises en espace.
En 2003, il poursuit sa formation à l’Unité nomade de formation à la mise en scène du CNSAD et travaille auprès de Bob Wilson à New York, Ludovic Lagarde à Royaumont, Krystian Lupa à Cracovie, Alain Françon à Paris, Lukas Hemleb et Patrice Chéreau au Festival international d'art lyrique d'Aix-en-Provence - cette dernière expérience étant fondamentale dans l'ouverture de son parcours à l'opéra. Par ailleurs, il a suivi un atelier de mise en scène auprès de Peter Stein à l’Opéra national de Lyon. Ces expériences l’amènent à circuler avec fluidité entre monde lyrique et monde théâtral.
De 2004 à 2007, il est artiste associé au théâtre de la Manufacture à Nancy alors dirigé par Charles Tordjman.
En janvier 2010, il prend la tête de la Comédie de Valence - Centre dramatique national Drôme-Ardèche, qu'il dirige jusqu'en 2020. Il réunit pour son mandat un collectif d’artistes qui comprendra entre 2010 et 2019, sur tout ou partie de la période : Éric Massé, Angélique Clairand, Thierry Thieû Niang, Olivier Balazuc, Lancelot Hamelin, Norah Krief, Caroline Guiela N'Guyen, Jeanne Candel, Samuel Achache, Mathurin Bolze, Catherine Ailloud-Nicolas, Séverine Magois, Julien Guyomard, Julie Rossello-Rochet et Lucie Rébéré. Au cours de ses trois mandats, il présentera 17 créations. C'est pour lui l'occasion de donner à voir des artistes de la région Auvergne Rhône-Alpes, mais de faire aussi découvrir au public des artistes qui ne se sont jamais produits à La Comédie de Valence : Claude Régy, Ariane Mnouchkine, Romeo Castellucci, Nicolas Stemann, ou encore Christoph Marthaler, Angélica Liddell et Dada Masilo.
En 2013, Le syndicat de la critique lui décerne le prix Georges-Lerminier, meilleur spectacle théâtral créé en province, pour Les Criminels de Ferdinand Bruckner. Et en 2022, après la création posthume de On purge bébé ! à La Monnaie, dont il signe le livret d’après la pièce de Feydeau et la mise en scène, le spectacle remporte le Prix Claude-Rostand du Syndicat professionnel de la Critique qui récompense la meilleure création lyrique co-produite en régions et en Europe.

Opéra de Lyon

Il succède le 1er septembre 2021 à Serge Dorny en tant que directeur général de l'Opéra national de Lyon,.

## Mises en scène

### Théâtre
- 1995 : La Farce licencieuse de la reine Olé-olé de Ramón Valle-Inclán, théâtre Copeau de Saint-Étienne
- 1996 : L’Opéra des gueux, palimpseste pour une fin de siècle d'après The Beggar's Opera de John Gay, théâtre la Renaissance
- 1997 : Vengeance(S)  d’après The Revenger’s Tragedy de Cyril Tourneur, théâtre de la Croix-Rousse
- 1998 : Brûlons Labiche ? d’après des pièces en un acte d’Eugène Labiche, Atelier du Rhin Colmar
- 2000 : Aaaaah ! Tableaux d’un désordre essentiel d’après les pièces de jeunesse de Stanisław Ignacy Witkiewicz, Comédie de Saint-Étienne
- 2000 : Métamorphoses - Noces de papier - Derniers mots, triptyque d’après l’œuvre et la vie de Franz Kafka, Nouveau Théâtre de Besançon
- 2001 : Le Théâtre ambulant Chopalovitch de Ljubomir Simović, spectacle de sortie de la 60e promotion de l'ENSATT
- 2001 : Don Juan revient de guerre d'Ödön von Horváth, théâtre du Peuple de Bussang
- 2002 : Kasimir et Karoline d'Ödön von Horváth, Nouveau théâtre d'Angers, théâtre des Célestins
- 2002 : Au bord (Histoires extraordinaires pour un Quatuor) avec le Quatuor Debussy ; Le Toboggan, Décines ; Comédie de Valence
- 2003 : La Tragédie du vengeur de Cyril Tourneur, théâtre Gérard-Philipe
- 2004 : Teatr d’après Le Roman théâtral de Mikhaïl Boulgakov, spectacle de sortie de la 63e promotion de l’ENSATT
- 2005 : L'Infusion de Pauline Sales, Comédie de Valence, Théâtre du Rond-Point
- 2006 : Gaspard de Peter Handke, théâtre de la Manufacture, théâtre Gérard-Philipe
- 2007 : Hedda Gabler d'Ibsen, Théâtre national de la Colline, Les Subsistances

Spectacle nommé aux Molières 2007 dans la catégorie Molière du spectacle en région
- 2008 : Le Théâtre ambulant Chopalovitch de Ljubomir Simović, École du Théâtre national de Strasbourg, groupe XXXVII
- 2010 : J'ai la femme dans le sang d'après les farces conjugales de Georges Feydeau, Le Préau, CDR de Vire
- 2011 : Les Criminels de Ferdinand Bruckner, Comédie de Valence
- 2013 : Les Criminels de Ferdinand Bruckner, Théâtre national de la Colline[3]
- 2013 : Le Silence du Walhalla d'Olivier Balazuc, Comédie de Valence, Théâtre national populaire
- 2013 : Avant que j'oublie de Vanessa Van Durme, Comédie de Valence, Théâtre du Rond-Point
- 2014 : L'Odeur des planches de Samira Sedira, Comédie de Valence
- 2014 : La Dispute de Marivaux, Comédie de Valence, ENSATT, promotion 73 - Václav Havel
- 2015 : En finir avec Eddy Bellegueule d'Édouard Louis, Comédie de Valence
- 2016 : Roberto Zucco de Bernard-Marie Koltès, Comédie de Valence, théâtre Gérard-Philipe
- 2017 : Pas encore avec Samuel Achache et Mathurin Bolze, Comédie de Valence
- 2017 : Dîner en ville de Christine Angot, Comédie de Valence, Théâtre national de la Colline
- 2018 : Certaines n’avaient jamais vu la mer, mise en scène du roman de Julie Otsuka, Comédie de Valence, Festival d'Avignon ; théâtre des Quartiers d'Ivry[4]
- 2019 : Otages de Nina Bouraoui, Comédie de Valence

### Opéra
- 2004 : Se relire contre le piano-jouet d’Evan Johnson ; à l'Abbaye de Royaumont et à l'Opéra de Lille.
- 2006 : Der Jasager – Der Neinsager de Bertolt Brecht et Kurt Weill, direction musicale Jérémie Rhorer, à l'Opéra national de Lyon.
- 2008 : L’Infedeltà Delusa  de Joseph Haydn, direction musicale Jérémie Rhorer au Festival international d'art lyrique d'Aix-en-Provence.
- 2009 : Lakmé de Léo Delibes, concert-spectacle, direction musicale Roberto Fores Veses, au théâtre des Arts de Rouen
- 2009 : In the Penal Colony, opéra de chambre de Phil Glass, direction musicale Philippe Forget à l'Opéra national de Lyon
- 2009 : Albert Herring de Benjamin Britten, direction musicale Laurence Equilbey, au théâtre des Arts de Rouen et au Opéra-Comique
- 2011 : L'elisir d'amore de Gaetano Donizetti, direction musicale Antonello Allemandi, à l'Opéra de Lille, l'Opéra de Limoges,Angers-Nantes Opéra, l'Opéra de Saint-Étienne et au théâtre des Arts de Rouen.
- 2012 : Re Orso de Marco Stroppa d’après Arrigo Boito, avec l’Ensemble intercontemporain, direction musicale Susanna Mälkki, au Opéra-Comique et à La Monnaie de Bruxelles.
- 2012 : Les Noces de Figaro de Wolfgang Amadeus Mozart, direction musicale Jérémie Rhorer au Festival international d'art lyrique d'Aix-en-Provence.
- 2012 : L'Empereur d'Atlantis ou le Refus de la Mort de Viktor Ullmann, direction musicale Jean-Michaël Lavoie, à la Comédie de Valence et à l'Opéra national de Lyon.
- 2015 : Dialogues des carmélites de Francis Poulenc, direction musicale Alexander Soddy, au Stadttheater Klagenfurt.
- 2016 : L'Empereur d'Atlantis ou le Refus de la Mort de Viktor Ullmann, direction musicale Vincent Renaud, à la Comédie de Valence et au Théâtre national populaire.
- 2016 : Il trovatore de Giuseppe Verdi, direction musicale Roberto Rizzi Rignoli à l'Opéra de Lille.
- 2016 : Béatrice et Bénédict d'Hector Berlioz, direction musicale Jérémie Rhorer, Samuel Jean à La Monnaie de Bruxelles.
- 2017 : La traviata de Giuseppe Verdi, direction musicale Giedre Slekyte au Stadttheater Klagenfurt
- 2018 : Le Cercle de craie d'Alexander von Zemlinsky, direction musicale Lothar Koenigs, à l'Opéra national de Lyon, pour la première fois en France.
- 2021 : Zylan ne chantera plus de Diana Soh sur un livret d'Yann Verburgh[5], Opéra itinérant, Opéra national de Lyon
- 2021 : Rigoletto de Giuseppe Verdi, direction musicale d'Alexander Joel, à l'Opéra national de Lorraine. Spectacle ensuite présenté au théâtre des Arts de Rouen en 2022 et à l'Opéra de Toulon en 2023.
- 2022 : Shirine de Thierry Escaich sur un livret d'Atiq Rahimi, direction musicale Frank Ollu, Opéra national de Lyon
- 2022 : On purge bébé ! de Philippe Boesmans livret d'après une pièce de Georges Feydeau, direction musicale Bassem Akiki, La Monnaie et Opéra national de Lyon[6].
- 2023 : Mélisande d'après l'opéra de Claude Debussy arrangé pour 4 instruments par Florent Hubert et adapté pour 4 interprètes, Opéra national de Lyon, avec Judith Chemla dans le rôle principal[7]. Le spectacle est aussi présenté au Théâtre des Bouffes-du-Nord et à la MC2 de Grenoble.
- 2023: La Fille de Madame Angot, opéra-comique de Charles Lecocq, au Opéra-Comique sous la direction d'Hervé Niquet, puis à l'Opéra de Nice et à l'Opéra d'Avignon[8].
- 2024 : Otages, une création dans le cadre du Festival "Rebattre les cartes" de l'Opéra national de Lyon, sur un livret et une musique de Sebastian Rivas d'après le texte théâtral de Nina Bouraoui[9].
- 2024 : L'Affaire Makropoulos de Leos Janacek à l'Opéra national de Lyon, direction musicale d'Alexander Joel[10].
- 2024 : Wozzeck d'Alban Berg à l'Opéra national de Lyon, direction musicale Daniele Rustioni[11]

## Distinctions
- Chevalier de l'ordre national du Mérite (nommé le 15 mai 2025)[12].
- Chevalier de l'ordre des Arts et des Lettres (2014)[13].